# Coelus
Coelus lub Caelus – rzymski bóg niebios. 
Uchodził za małżonka uosabiającej ziemię bogini Tellus (gr. Gaja) i za ojca jej dzieci: Saturna, Ops, Okeanosa, a także tytanów i gigantów. Brak świadectw na odrębny kult tego boga. Jego odpowiednikiem byłby grecki Uranos, choć Coelus odgrywał w mitologii rzymskiej rolę znacznie mniejszą, niż u Greków Uranos. 